# Happy Valley (Wuhan)
Pour les articles homonymes, voir Happy Valley.
Happy Valley est un parc d'attractions ouvert le 29 avril 2012 et situé à Wuhan en Chine.

## Histoire
Le propriétaire du parc, OCT, possède tous les parcs d'attractions Happy Valley ainsi que de nombreux centres de loisirs chinois. OCT est un conglomérat entre le privé et le public qui réalise de grands projets immobiliers dont la première étape est les Happy Valley. Leur concept est d'acheter de très grands terrains en périphérie des grandes mégapoles du pays, si possible bien desservis par les transports. Ils utilisent ensuite une parcelle du terrain pour y construire un parc d'attractions. Si celui-ci rencontre le succès, des chantiers de zones résidentielles sont alors entamés.

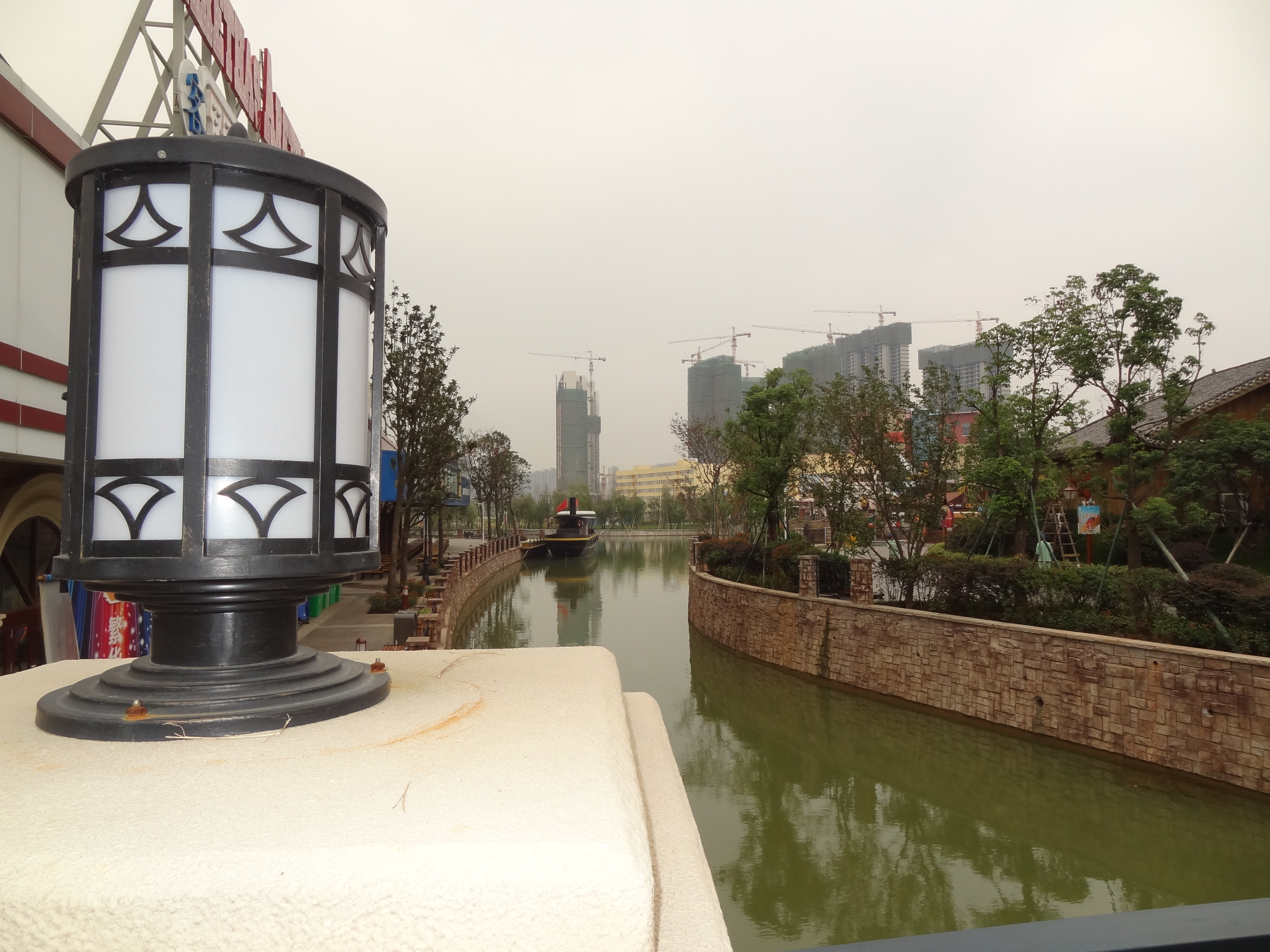
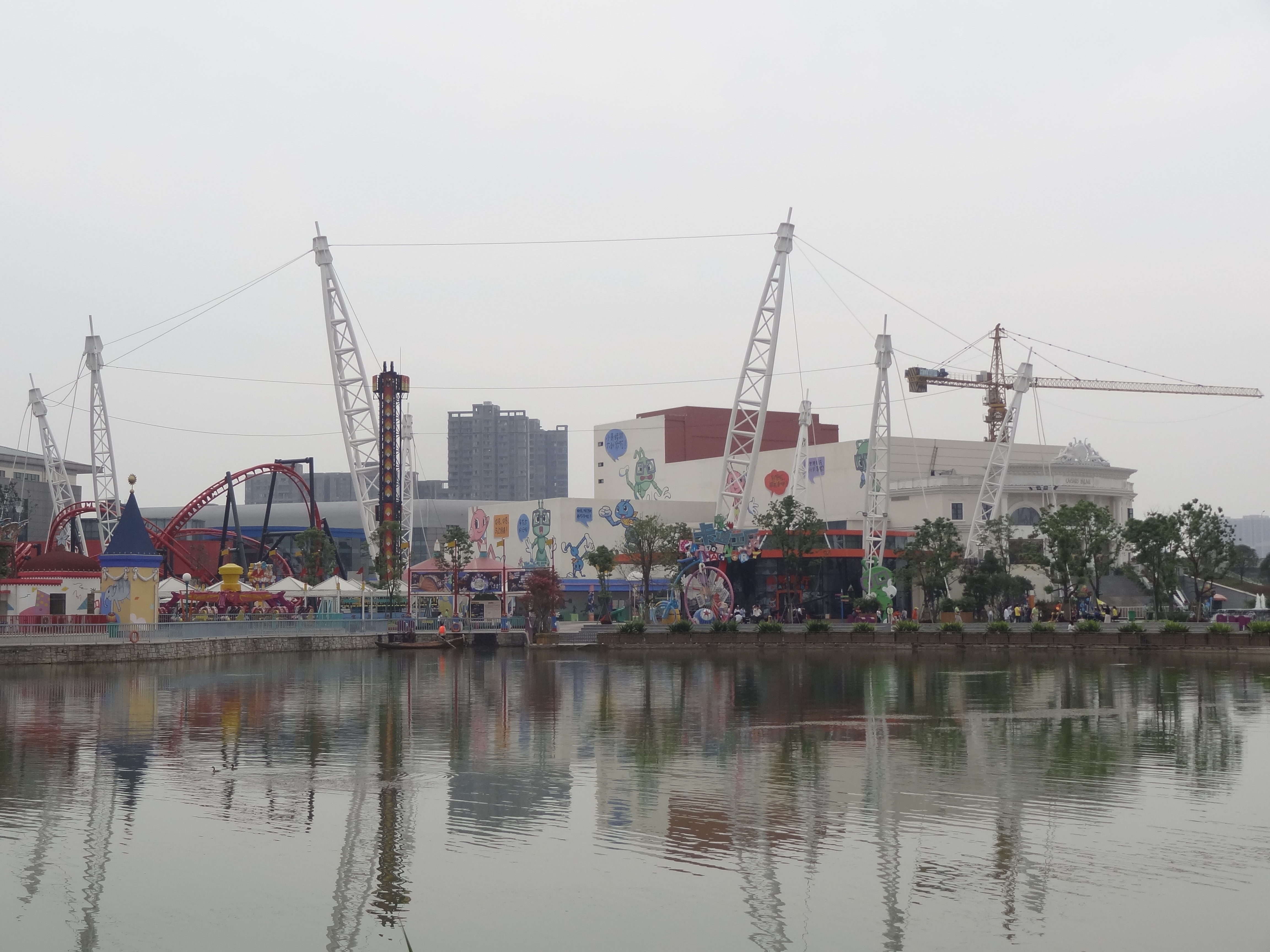

## Le parc d'attractions

### Montagnes russes
| Nom                   | Type                                   | Constructeur      | Année |
| --------------------- | -------------------------------------- | ----------------- | ----- |
| Dauling Dragon        | Montagnes russes en bois à double voie | The Gravity Group | 2012  |
| Hidden Anaconda       | Acier / SkyLoop                        | Maurer Rides      | 2012  |
| Magic Express         | Montagnes russes lancées               | Maurer Rides      | 2012  |
| Monte Carlo Racetrack | Acier                                  | Golden Horse      | 2012  |
| OCT Thrust SSC1000    | Montagnes russes lancées               | S&S Arrow         | 2014  |

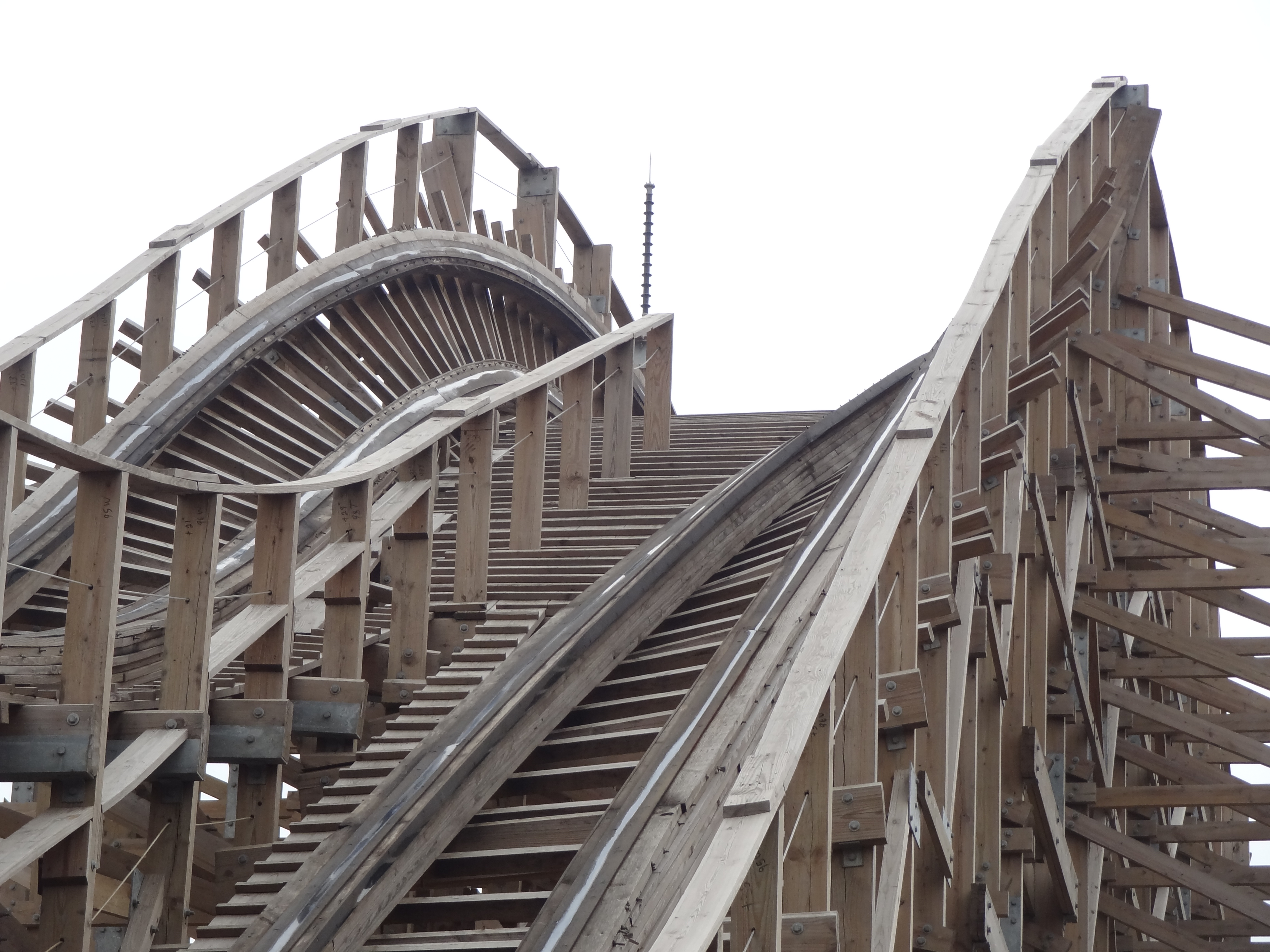
Figure High Five de Dauling Dragon
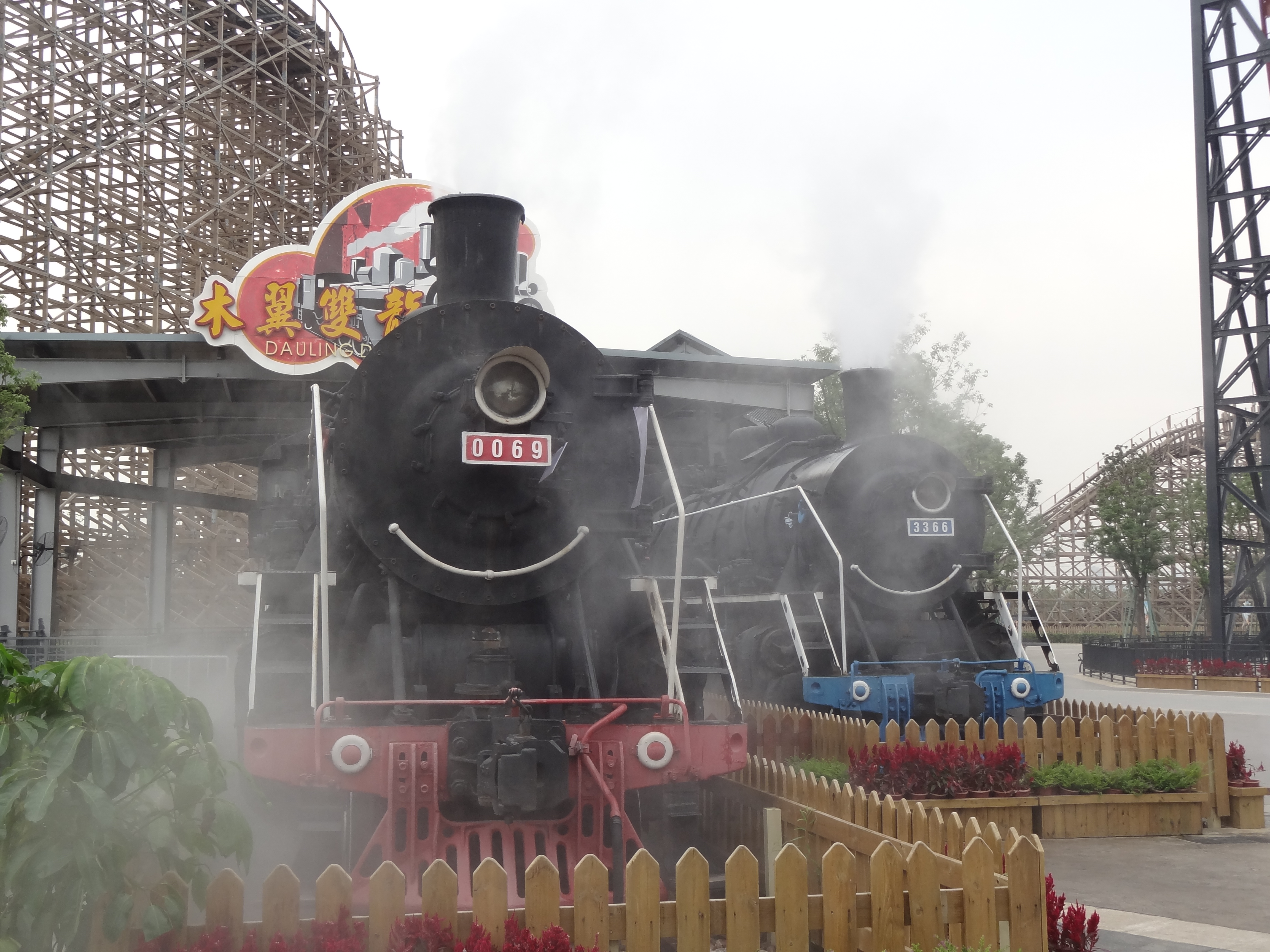
Entrée de Dauling Dragon
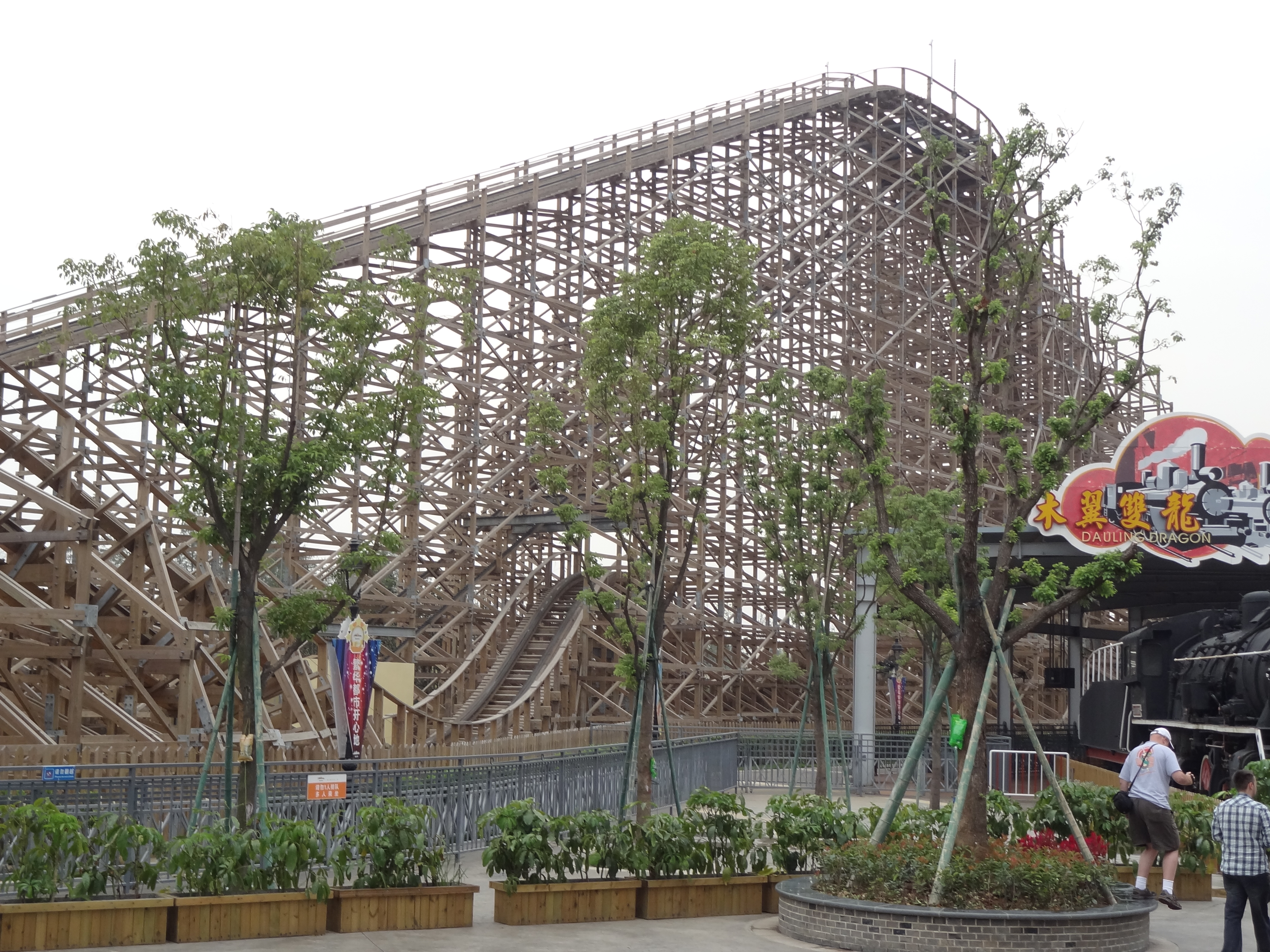
Dauling Dragon
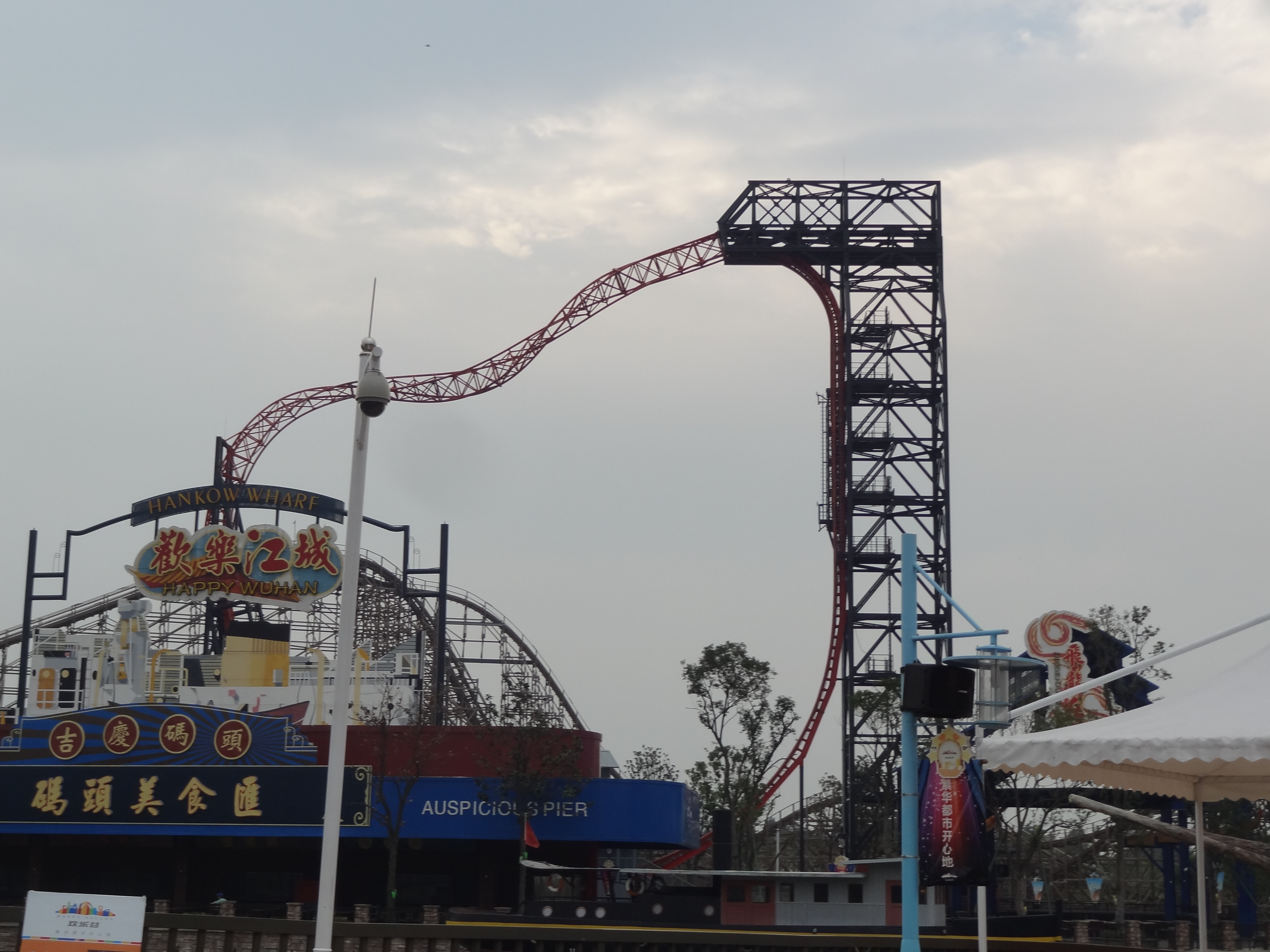
Hidden Anaconda
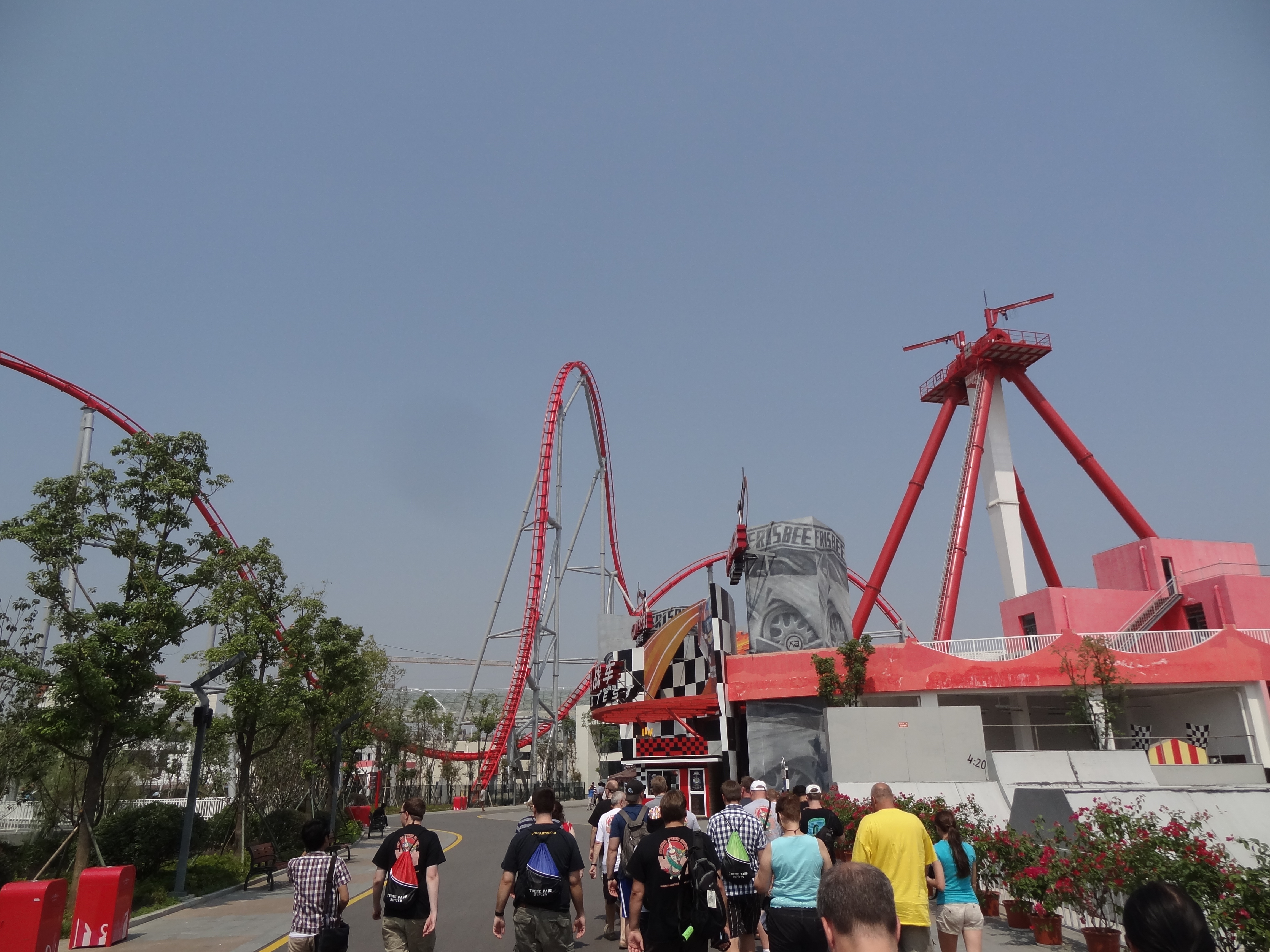
OCT Thrust SSC1000
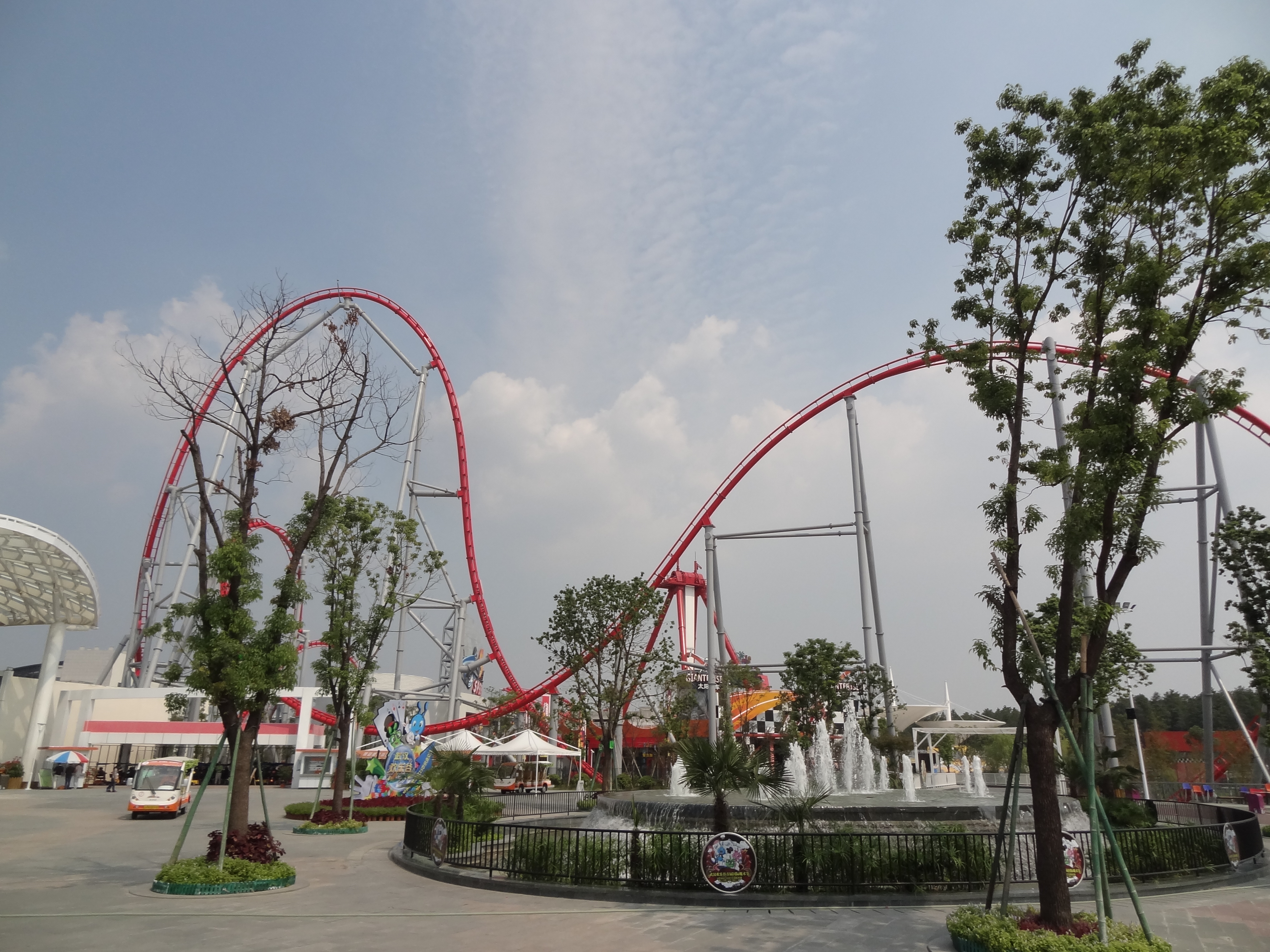
OCT Thrust SSC1000

### Attractions aquatiques
| Nom             | Type                     | Constructeur | Année |
| --------------- | ------------------------ | ------------ | ----- |
| Shoot the Chute | Shoot the Chute          | Golden Horse | 2012  |
| Wild Wild Raft  | Rivière rapide en bouées | Golden Horse | 2012  |

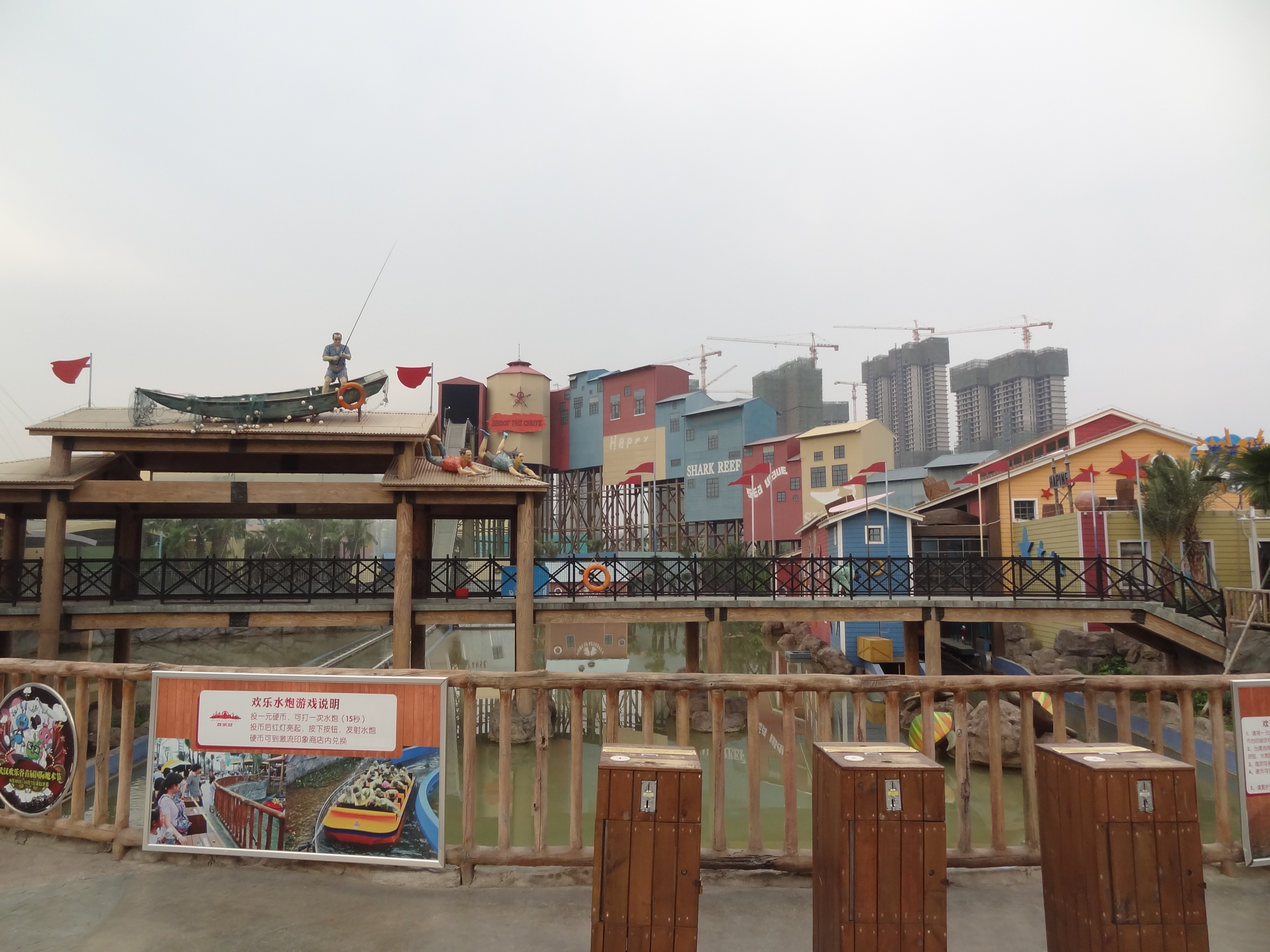
Shoot the Chute
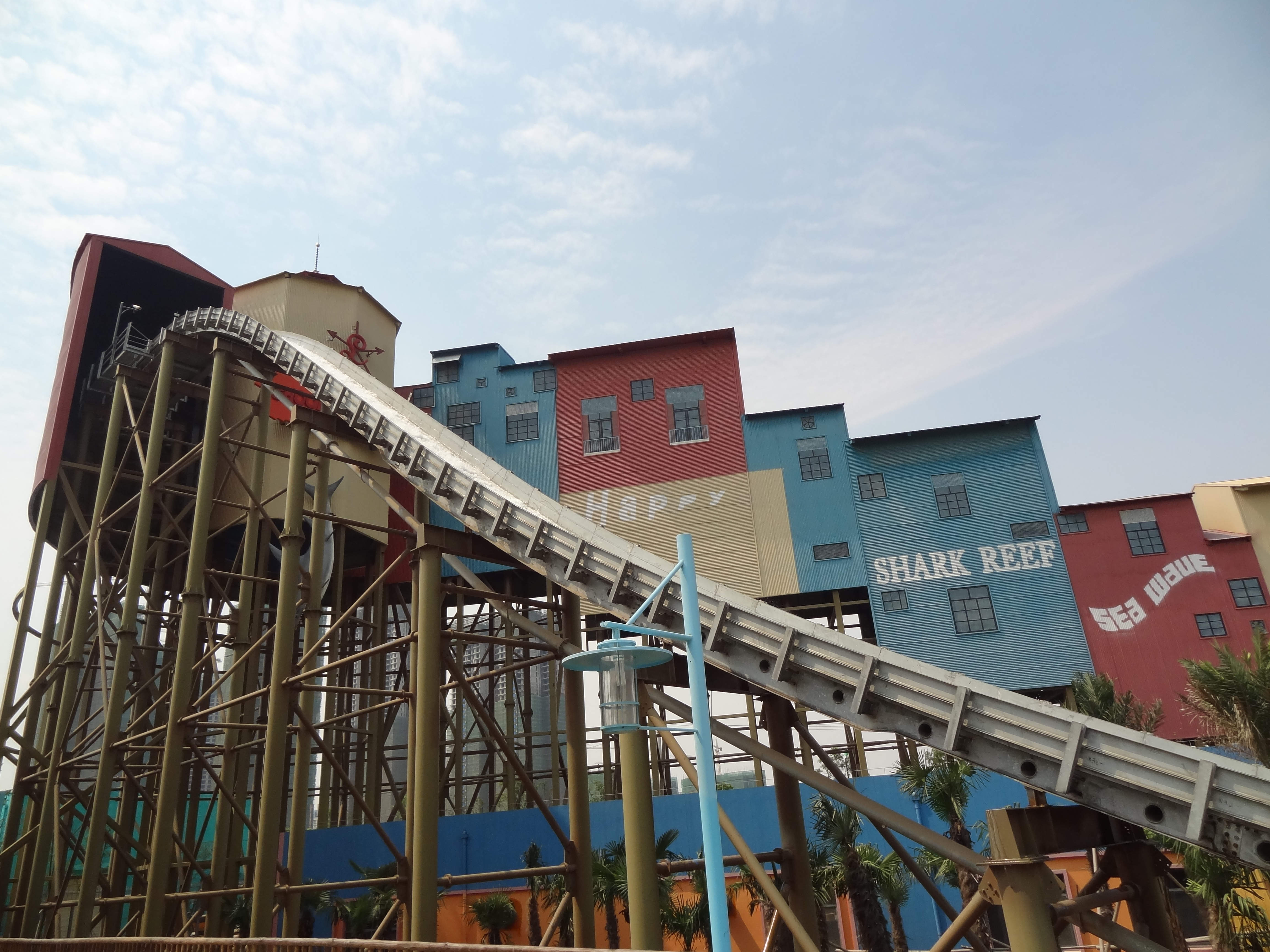
Shoot the Chute

### Parcours scéniques
| Nom        | Type                         | Constructeur | Année |
| ---------- | ---------------------------- | ------------ | ----- |
| Magic Baby | Parcours scénique interactif |              | 2012  |

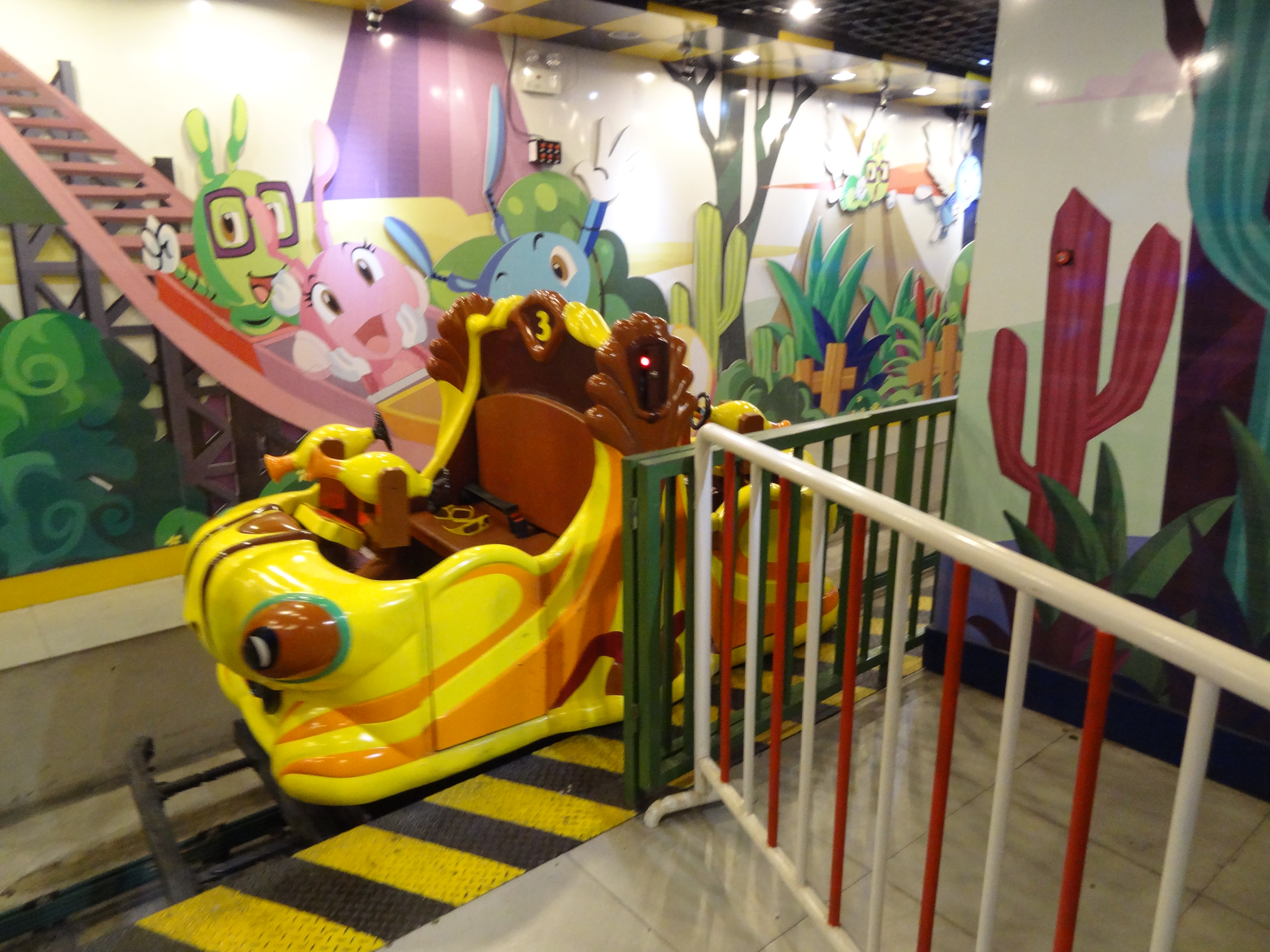
Magic Baby

### Autres attractions

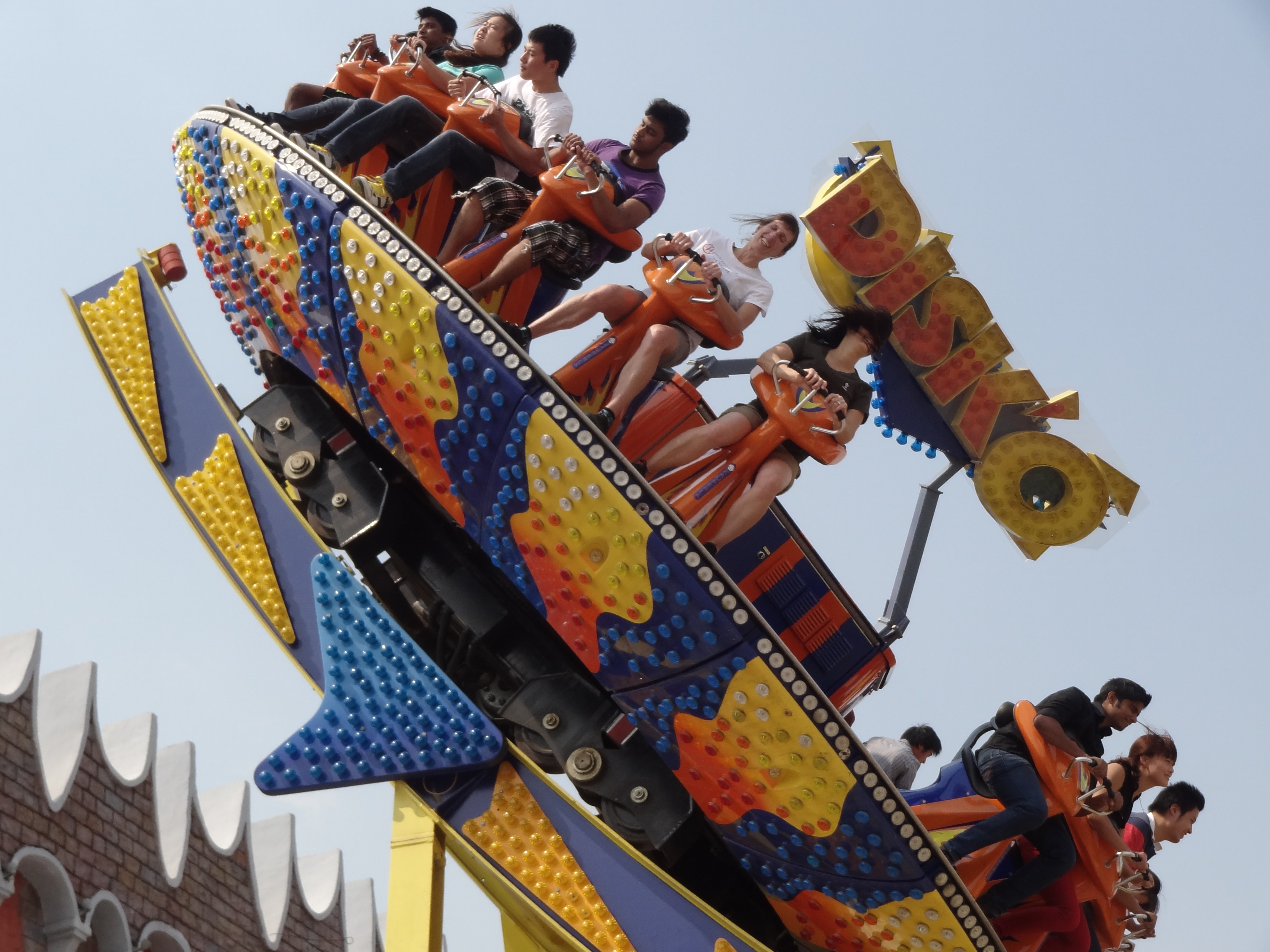
Disk-o
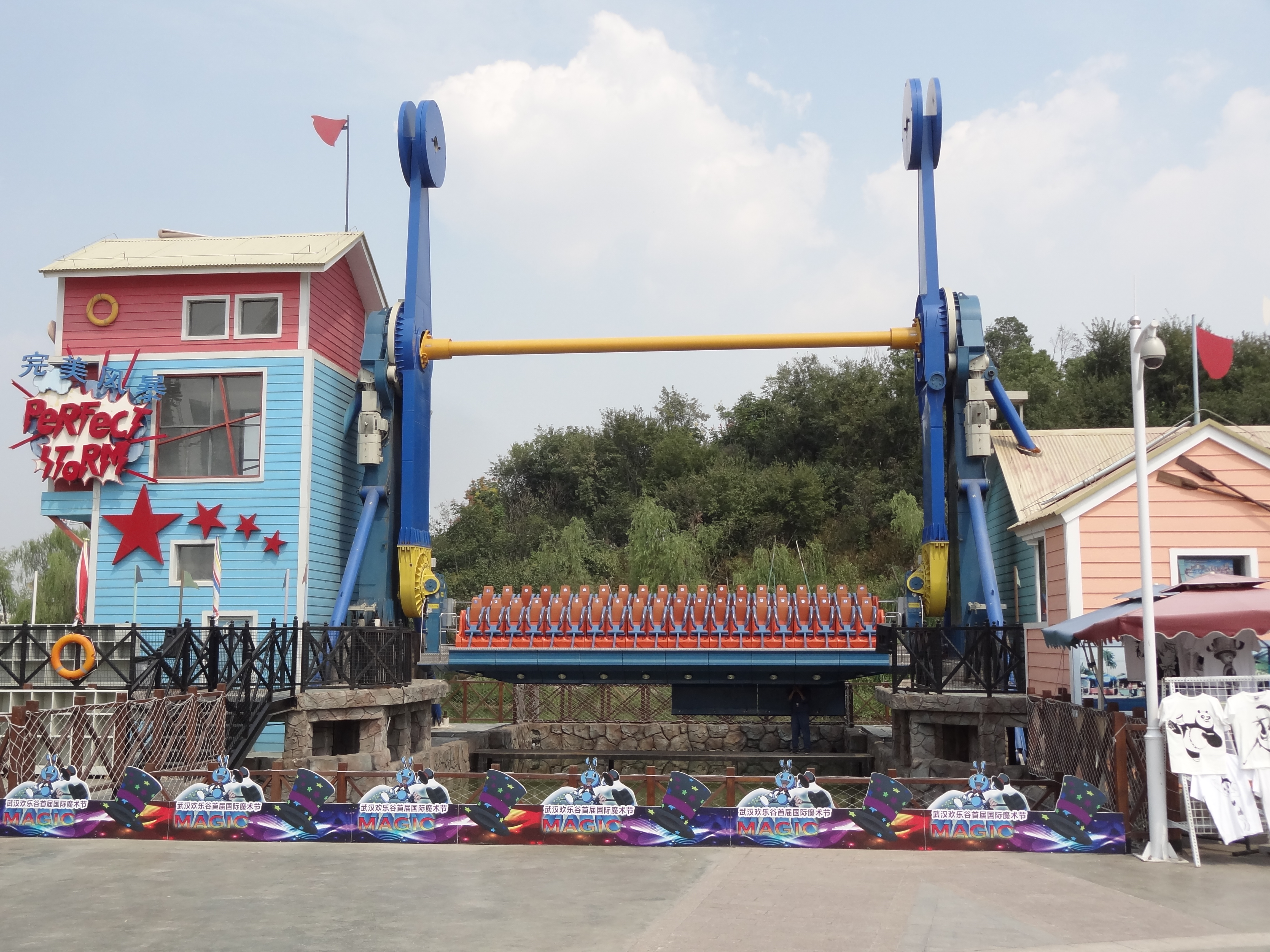
Perfect Storm
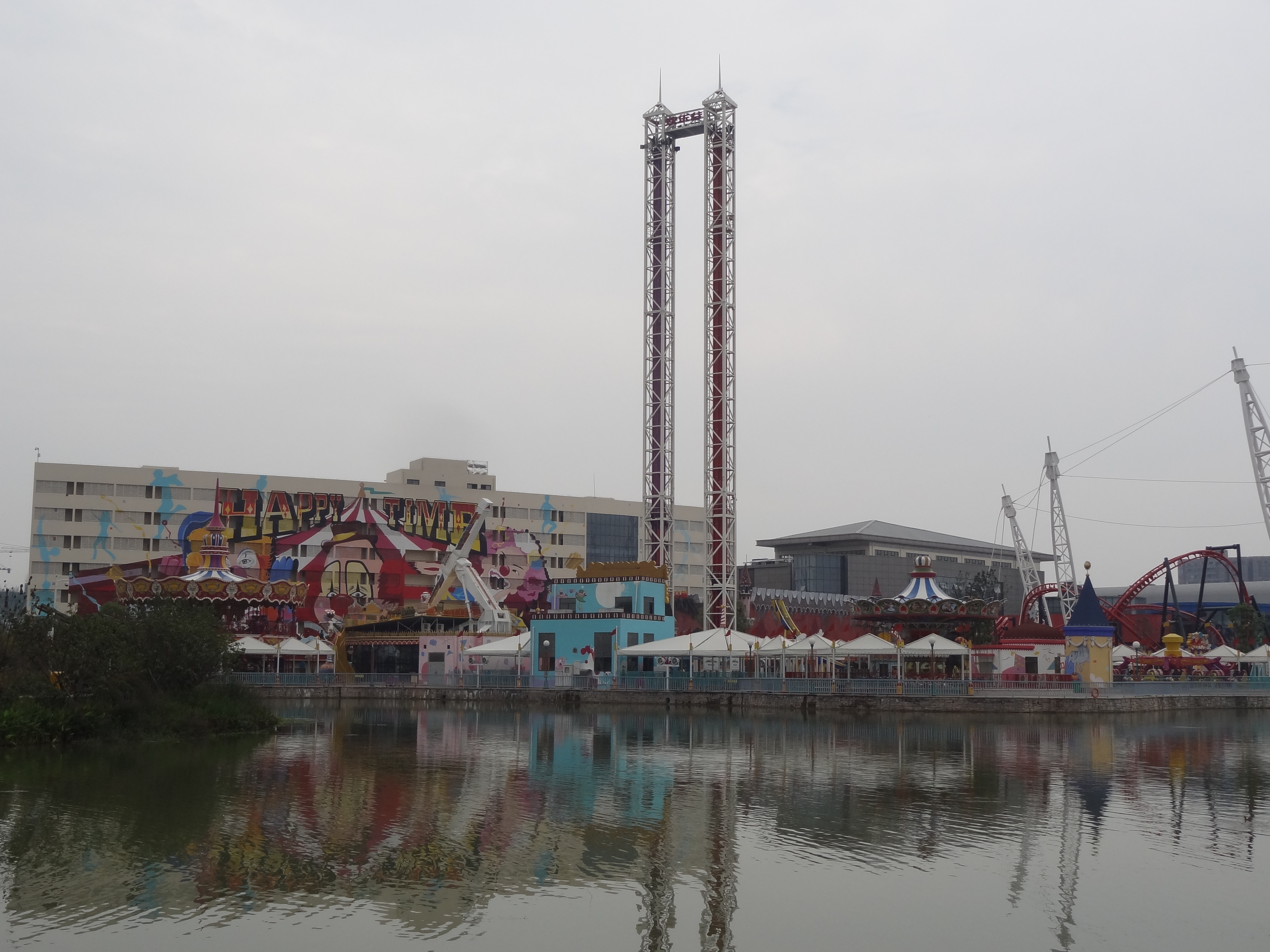
Twin Towers
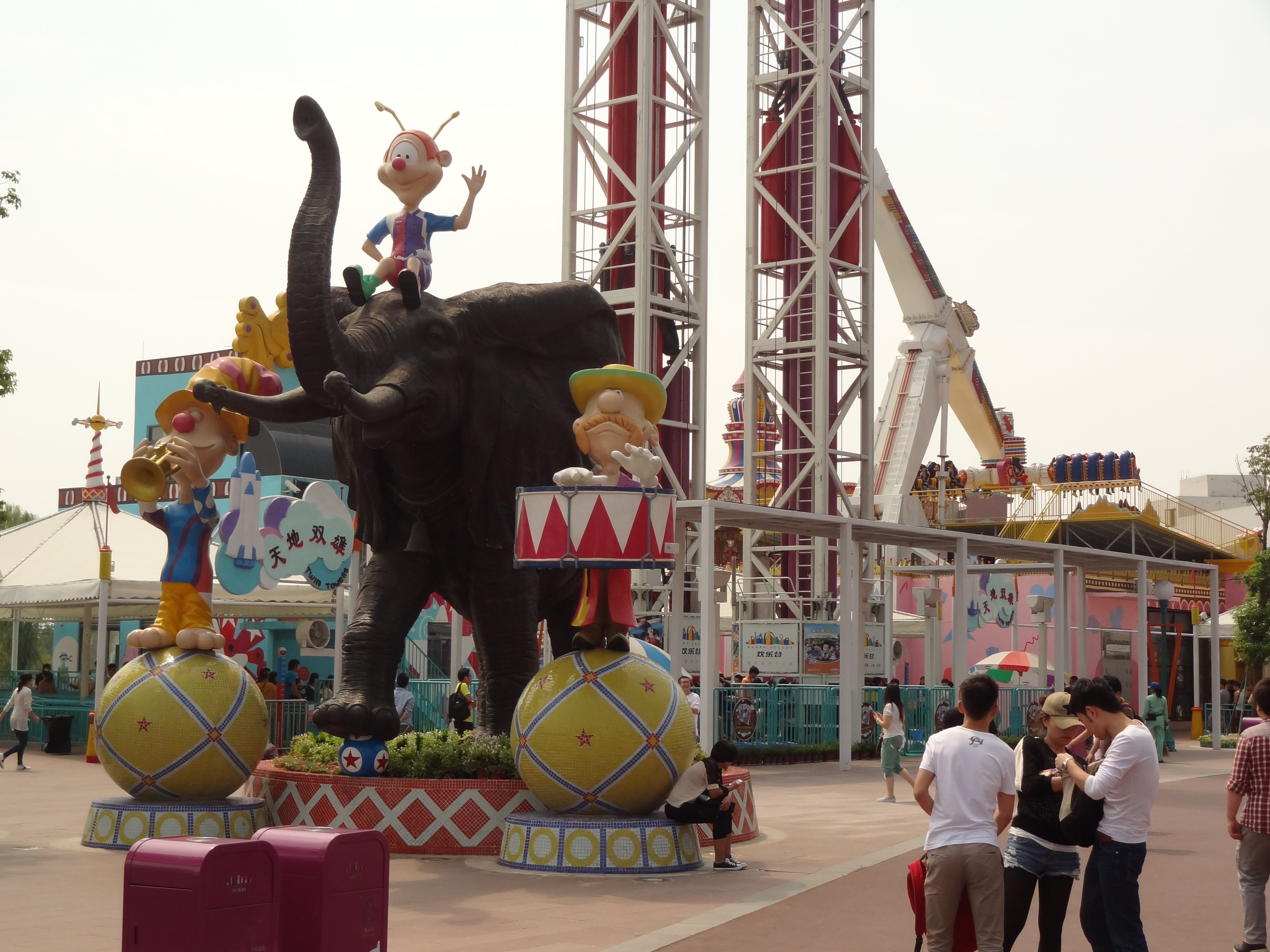
Twin Towers

| Nom             | Type                     | Constructeur  | Année |
| --------------- | ------------------------ | ------------- | ----- |
| 4D Cinema       | Cinéma 4-D               |               | 2012  |
| Disk-o          | Disk'O                   | Zamperla      | 2012  |
| Energy Storm    | Manège Energy Storm      | Zamperla      | 2012  |
| Field Test      | Autos-tamponneuses       |               | 2012  |
| Giant Frisbee   | Frisbee                  |               | 2012  |
| Giant Swinger   | Chaises volantes         | Zamperla      | 2012  |
| Grand Carrousel | Carrousel                |               | 2012  |
| Haunted House   | Maison hantée            |               | 2012  |
| Magic Wind Mill | Manège Top Scan          |               | 2012  |
| Perfect Storm   | Top Spin                 | Huss Rides    | 2012  |
| Sky Drop        | Sky Drop                 | Zamperla      | 2012  |
| Sky Tower       | Tour d'observation       |               | 2012  |
| Twin Towers     | Space Shot et Turbo Drop | S&S Worldwide | 2012  |

- Disk-o
- Perfect Storm
- Twin Towers
- Twin Towers